# В'юнківська сільська рада
В'юнківська сільська рада — колишня адміністративно-територіальна одиниця та орган місцевого самоврядування у Пулинському, Довбишському (Мархлевському, Щорському), Дзержинському, Новоград-Волинському, Житомирському районах і Житомирській міській раді Волинської округи, Київської і Житомирської областей Української РСР та України з адміністративним центром у с. В'юнки.

## Населені пункти
Сільській раді були підпорядковані населені пункти:
- с. В'юнки
- с. Олізарка

## Населення
Кількість населення ради, станом на 1923 рік, становила 1 767 осіб, кількість дворів — 361.
Станом на 1927 рік кількість населення сільської ради становила 674 особи, з них 520 (77,2 %) — особи польської національності. Кількість селянських господарств — 132.
Кількість населення ради, станом на 1931 рік, становила 738 осіб.
Відповідно до результатів перепису населення СРСР, кількість населення ради, станом на 12 січня 1989 року, становила 427 осіб.
Станом на 5 грудня 2001 року, відповідно до перепису населення України, кількість мешканців сільської ради становила 398 осіб.

## Склад ради
Рада складалась з 12 депутатів та голови.

## Керівний склад сільської ради
| ПІБ                         | Основні відомості                                                 | Дата обрання | Дата звільнення |
| --------------------------- | ----------------------------------------------------------------- | ------------ | --------------- |
| Іванченко Віктор Васильович | Сільський голова, 1968 року народження, освіта                    | 26.03.2006   | 31.10.2010      |
| Місюна Людмила Зигмундівна  | Сільський голова, 1973 року народження, освіта вища, позапартійна | 31.10.2010   |                 |

Примітка: таблиця складена за даними джерела

## Історія
Створена 1923 року в складі сіл В'юнки, Костянтинівка та Мазепинка Пулинської волості Житомирського повіту Волинської губернії. 1 вересня 1925 року с. Костянтинівка відійшла до складу новоствореної Костянтинівської сільської ради Довбишського району Волинської округи. Станом на 1 жовтня 1941 року с. Мазепинка зняте з обліку населених пунктів.
Станом на 1 вересня 1946 року сільська рада входила до складу Довбишського району Житомирської області, на обліку в раді перебувало с. В'юнки.
11 серпня 1954 року, внаслідок виконання указу Президії Верховної ради УРСР «Про укрупнення сільських рад по Житомирській області», до складу ради включене с. Олізарка ліквідованої Олізарської сільської ради Довбишського району.
Станом на 1 січня 1972 року сільська рада входила до складу Червоноармійського Житомирської області, на обліку в раді перебували села В'юнки та Олізарка.
Припинила існування в 2017 році, внаслідок об'єднання до складу Мартинівської сільської територіальної громади Пулинського району Житомирської області.
Входила до складу Пулинського (Червоноармійського, 7.03.1923 р., 20.03.1959 р., 8.12.1966 р.), Довбишського (Мархлевського, Щорського, 1.09.1925 р., 14.05.1939 р.), Дзержинського (28.11.1957 р.), Новоград-Волинського (30.12.1962 р.), Житомирського (4.01.1965 р.) районів та Житомирської міської ради (17.10.1935 р.).